# Abdelaziz Kamara
Abdelhazzi Kamaradimo (Saint-Denis, 10 de abril de 1984), conhecido por Abdelhaziz Kamara, é um ex-futebolista mauritano que atuava como lateral-esquerdo. Nascido na França, representou a Seleção Mauritana em nível internacional.

## Carreira em clubes
Revelado pelo Saint-Étienne, Kamara iniciou a carreira em 2003, atuando pelo time B dos Verts. Promovido ao time principal em 2005, jogou apenas 3 partidas.
Em 2006, foi para o Châteauroux, atuando em 6 jogos em 2 temporadas antes de se transferir para o Stade Nyonnais, que disputava a Challenge League (segunda divisão suíça). Pelos Jaune et Noir, o lateral disputou 16 partidas.
Ele ainda passou pelo futebol da Romênia, mas não chegou a entrar em campo vestindo a camisa do Farul Constanţa antes de ser dispensado. Jogou ainda por Perpignan-Canet, SNID, Châteauroux B, Chambéry e Tarbes Pyrénées, encerrando a carreira em 2014.

## Carreira internacional
Tendo passado pelas seleções Sub-16 e Sub-18 da França, Kamara estreou pela Seleção Mauritana em março de 2007, no empate sem gols com a Líbia. Representou os Mourabitounes até 2013, disputando 16 jogos.